# Luciana Agudo
Luciana Agudo (San Juan, 6 de junio de 1990) es una deportista argentina, especializada en hockey sobre patines, hockey sobre césped y hockey sobre hielo, que ha sido dos veces campeona del mundo en el primero de los deportes mencionados, en los campeonatos de Alcobendas 2010 y Tourcoing 2014.
Se desempeña en los equipos de Concepción Patín Club de San Juan (hockey sobre patines) y Universidad Nacional de San Juan (hockey sobre césped). En hockey sobre patines se desempeñó cinco años en el Biesca Gijón de Asturias, donde obtuvo títulos europeos. En 2017 formó parte de la Selección Argentina de hockey pista
En 2010 y 2014 fue considerada la mejor jugadora de hockey sobre patines del mundo.
En 2017 salió subcampeón mundial en Guyana con hockey sobre pista. También en 2017 logró con Concepción Patín Club ganar el 24 campeonato oficial(24 torneos,24 ganados por cpc).
 En 2014 obtuvo el premio Olimpia como la mejor jugadora de hockey sobre patines (hombres y mujeres) de Argentina.